# The Dresden Dolls
The Dresden Dolls (англ. Дрезденські ляльки) — американський музичний дует з Бостона, штат Массачусетс.

## Формування та назва
Сформований у 2000 році, гурт складається з Аманди Палмер (вокал, фортепіано, губна гармоніка, гавайська гітара) та Брайана Вильоне (ударні, перкусія, гітара, бас-гітара, вокал). Вони описують свій стиль як «Брехтівське панк-кабаре», цією фразою Аманда пояснила напрямок гурту, коли її «злякав» вислів преси, який пов'язував їхню творчість із готикою. Вони були частиною андеґраундного руху темного кабаре (dark cabaret), який поступово набирав обертів на початку 1990-х років.
Дует склався через тиждень після того, як Браян Вильоне побачив сольний виступ Аманди Палмер на Хелловін вечірці у 2000 році. Їхні власні живі перфоменси дуже швидко сподобались їхнім прихильникам. Впродовж цих перфоменсів Аманда та Браян часто гримувалися під мімів та надягали дивний одяг, що підкреслювало їхню театральну та кабаретну естетику. Вони вводили у свої шоу фанів, які особливо доповнювали їхню естетику (люди на ходулях, живі статуї, дихаючі вогнем люди) та інші перфоменси, які доповнювали їхнє шоу. «Брудні бізнесмени» (Dirty Business Brigade) керували цими перфоменсами. Брудні бізнесмени — це театрально-цирковий гурт, який дуже часто робив перфоменси для Dresden Dolls.
Перша назва дуету «Out of Arms». Через деякий час гурт почав називатися Dresden Dolls. На назву, зі слів Аманди, вплинуло декілька цікавих для неї фактів з історії міста Дрезден, його бомбардування під час Другої світової війни, та порцелянові ляльки, виготовленням яких славився Дрезден у довоєнні часи, також таку назву мала пісня ранніх The Fall, ще назва була пов'язана з новелою Клєо Вірджинії Ендрюс (V. C. Andrews) «Квіти на горищі», де класичні біляві та блакитноокі дійові особи називались «дрезденськими ляльками». Назва також пов'язана з Веймарською республікою та її культурою кабаре. Окрім цього Аманда Палмер проводить паралель між Дрезденом (руйнуванням, розрухою) та Ляльками (невинністю, витонченістю), тому що це було дуже важливо для підтримки динаміки у музиці, яка іноді буває як дитяче шепотіння, а за декілька хвилин вже як крик Банші.

## Перфоменси, тури, фестивалі, театр та книги
Гурт прославився на вебперфоменсі у 2002 році на церемонії вручення Шнобелівської премії у Кембриджі, Массачусетс. Після виходу їхнього першого демозапису у 2001 році, вони записали свій перший альбом A is for Accident (2003, Important Records), який в більшості складався з записів їхніх живих виступів. Пізніше в цьому ж році вийшов їхній перший студійний запис The Dresden Dolls, продюсер — Мартін Бізі (Martin Bisi), він був продюсером багатьох американських відомих гуртів, таких як Sonic Youth та Swans. Альбом записаний за участю Еда Франка (Ad Frank) (гітара «Good Day») та Шона Сітаро (Shawn Setaro) (бас-гітара «Good Day», «Gravity», «Jeep song»). Дві пісні з альбому потрапили до Triple J Hottest 100, 2004, «Girl Anachronism» 30-та позиція та «Coin-Operated Boy» 12-та позиція. У 2003 році вони стали переможцями у WBCN Rock 'n' Roll Rumble
6 жовтня 2005 року у них брав інтерв'ю Крістофер Лідон (Christopher Ludon) (відомий бостонський радіоведучій) у власному шоу.
У 2005 році гурт разом із Nine Inch Nails відправились у сумісне турне. 5 червня 2005 року вони давали безкоштовний концерт у Paradise Club у Бостоні. Коли неочікуване вимкнення електроенергії затримало їхній виступ, міські вулиці стали тимчасовими сценами для багатьох виконавців (люди на ходулях, живі статуї, дихаючі вогнем люди), які приїхали з багатьох країн світу, щоб розважати глядачів. Усе дійство — концерт та перфоменси — було знято та випущено на DVD Live: in Paradise у Європі — 10 жовтня 2005 р., а в Америці — 22 листопада 2005 р., незабаром після їхнього осіннього туру 2005 р.
Наступний студійний альбом гурту Yes, Virginia… побачив світ 18 квітня 2006 р. Впродовж літа цього року, гурт виступив на South by Southwest, Bonnaroo Music and Arts Festival, Britain's Reading and Leeds Festivals, Lollapalooza, також у них був тур з Panic! at the Disco, вони виступали на розігріві. На підтримку цього туру вони презентували «Fuck the Back Row — A Night of Celluloid Vaudeville». Ці дійства включали до себе показ короткометражок друзів та фанів, місцевих художників, та сольні виступи Аманди Палмер, здебільшого це були кавер-версії відомих пісень її виконанні.
У червні 2006 року Аманда Палмер видала «The Dresden Dolls Companion» — це книга, яка складається з віршів та нот до пісень гурту, цікавих відомостей, про те як створювалися пісні, та фотографій. Фактично це автобіографія. До збірки увійшли такі пісні: «Good Day», «Girl Anachronism», «Missed Me», «Half Jack», «Coin-Operated Boy», «Gravity», «Bad Habit», «The Perfect Fit», «The Jeep Song», «Slide», «Truce». Також додається DVD за 20 хвилинним інтерв'ю Аманди Палмер, де вона розповідає про створення гурту та про створення першого LP.
16 серпня 2006 року East Providence Community Theatre видав написаний фанами мюзикл, який складався тільки з пісень The Dresden Dolls, називався він «The Clockwork Waltz» (Годинковий Вальс). У січні 2007 року American Repertory Theatre's Zero Arrow Theatre в Кембриджі, Массачусетс випустили ще один мюзикл на пісні The Dresden Dolls — «The Onion Cellar». Співавтором була Аманда.
У січні цього ж року дует робить тимчасову перерву. У цей час Аманда Палмер працює над сольною платівкою «Who Killed Amanda Palmer», а Браян у той час грає разом з бостонським гуртом Humanwine, з Jesse Malin та іншими бостонськими гуртами.
У червні 2007 року вони ввійшли до складу True Colors Tour 2007, туру на підтримку сексуальних меншин, організований співачкою та актрисою Cyndi Lauper. В тому числі відбувся їхній дебют у New York City's Radio City Music Hall та перша рецензія у New York Times.
10 липня 2007 року з'явився на світ їхній останній DVD Live at the Roundhouse.
З 27 грудня 2007 року по 13 січня 2008 йшов їхній Winter Tour (Зимовий Тур), який почався з Sixth & I Historic Synagogue in Washington, DC, а завершився у The Norva in Norfolk, Вірджинія.
15 січня 2008 року вони почали записувати свій четвертий альбом «No, Virginia…», виданий у травні 2008 року. Це збірка бі-сайдів та раритетів, а також нові записи старих найулюбленіших пісень та кавери, котрі раніше були доступні лише у концертних записах. В альбомі з'явилася одна нова пісня «Night Reconnaissance».
У липні 2008 світ побачив нову наступну книгу The Dresden Dolls — «Virginia Companion». Це продовження книги «Dresden Dolls Companion», з нотами та текстами пісень альбомів «Yes, Virginia…» та «No, Virginia…».

## Перерва
У вересні 2008 року почали ширитися чутки стосовно майбутнього гурту. Браян підтвердив, що гурт зараз перебуває у творчій перерві, але підкреслив, що він та Аманда зараз у нормальних стосунках та вони зберуться знову разом, коли відчують, що обоє готові до цього. Наприкінці липня — на початку серпня 2009 з'явились чутки, що гурт начебто возз'єднається для виступу у 2010 році. Але Аманда у своєму блозі уточнила та вибачилась, що це лише вигадки преси.

## Дискографія

### Студійні альбоми
- The Dresden Dolls (2003)
- Yes, Virginia... (2006) (#42 US, #41 AUT, #138 FRA, #105 UK)

### EPs, live albums and compilations
- The Dresden Dolls (2001)
- A Is for Accident (2003)
- No, Virginia... (#94 US) (2008)

### Singles
| - «Good Day» (2003) - «Girl Anachronism» (2003) - «Coin-Operated Boy» (2004) - «Sing» (2006) - «Backstabber» (2006) - «Shores of California» (2007) - «Night Reconnaissance» (2008) - «Dear Jenny» (2008) |